# Tomás Guilherme Murphy

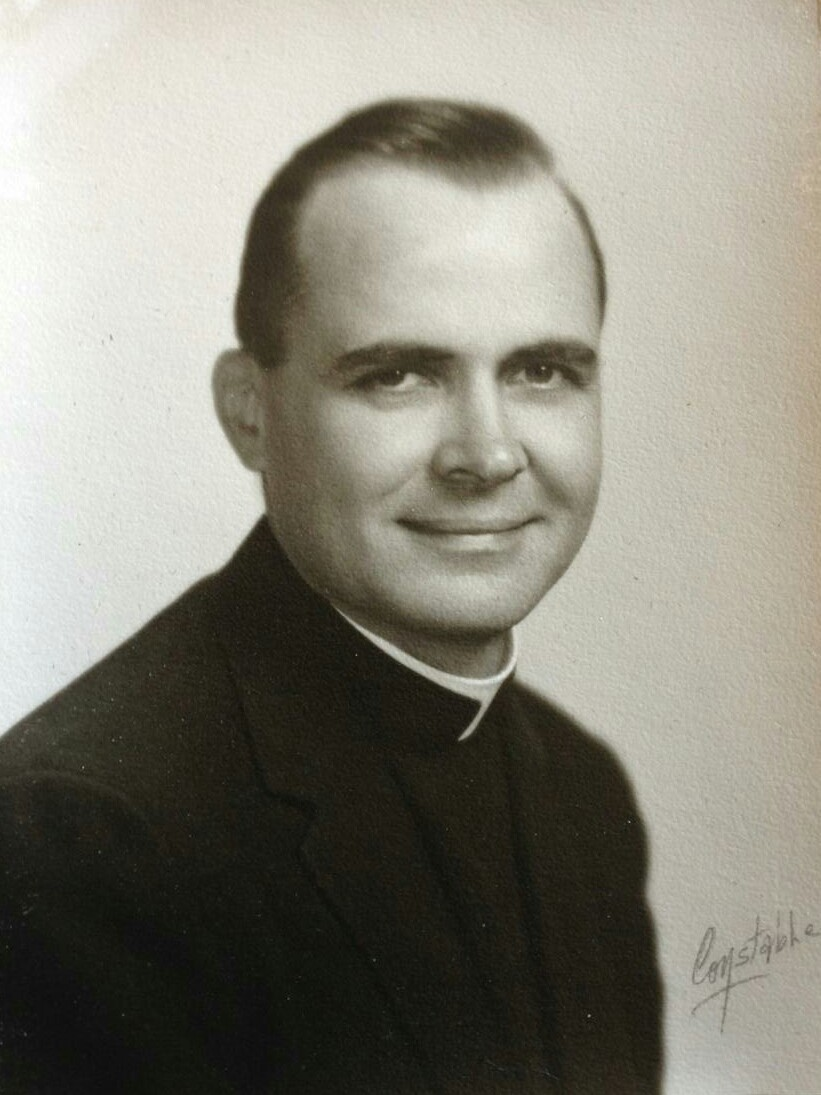
Murphy em 1950

Dom Tomás Guilherme Murphy, CSsR (Omaha, 17 de dezembro de 1917 — St. Louis, 6 de julho de 1995) foi um bispo católico estadunidense e primeiro bispo da Diocese de Juazeiro e Bispo Auxiliar da Arquidiocese de São Salvador da Bahia.

## Biografia
Murphy nasceu em Omaha, Nebraska. Estudou no Seminário Menor Redentorista São José, em Kirkwood, Missouri. Fez o noviciado em De Soto, Missouri, posteriormente professou os votos religiosos como Redentorista na província de St. Louis. 
Estudou Filosofia e Teologia no Seminário Imaculada Conceição em Oconomowoc, Wisconsin e lá foi ordenado aos 27 de dezembro de 1950. Murphy atuou como missionário em Manaus até 16 de outubro de 1962, quando o Papa João XXIII o nomeou para ser o primeiro bispo da recém-criada Diocese de Juazeiro. Ele foi ordenado bispo pelo Arcebispo Dom Gerald Thomas Bergan, no dia 2 de janeiro de 1963. Murphy participou de sessões do Concílio Vaticano II e foi responsável pelo início das reformas do Conselho na diocese. Serviu a Diocese de Juazeiro por onze anos antes de sua renúncia por motivos de saúde que foram aceitas pelo Papa Paulo VI em 29 de dezembro de 1973. No mesmo dia ele foi nomeado Bispo Titular de Sululos e bispo auxiliar de São Salvador da Bahia, cargo que ocupou até a sua morte no dia 6 de julho de 1995.